# Meglenorumänische Sprache
Die meglenorumänische (seltener auch meglenitische) Sprache ist eine im Grenzgebiet zwischen Griechenland und Nordmazedonien gesprochene Sprache, die zur rumänischen Gruppe der romanischen Sprachen gehört. Ihre Sprecher werden als Meglenorumänen bezeichnet.

## Klassifikation und Geschichte
Das Meglenorumänische ist eng mit dem Aromunischen, (Dako-)Rumänischen und Istrorumänischen verwandt und lässt sich ebenso wie diese auf das Urrumänische oder Protorumänische zurückführen, das seinerseits aus dem Vulgärlatein Südosteuropas entstanden war. Gemeinsam mit diesen drei Varietäten bildet es innerhalb der romanischen Sprachen die rumänische Sprachgruppe der balkanromanischen Sprachen.

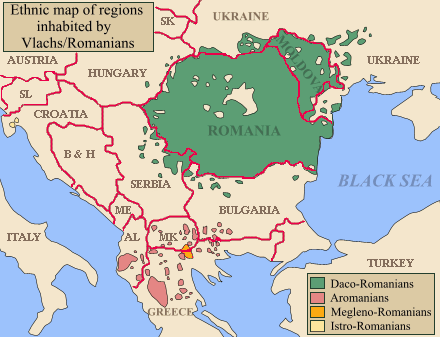
Das Verbreitungsgebiet der vier balkanromanischen Sprachen. In den Gebieten außerhalb Rumäniens und Moldawiens ist die romanischsprachige Bevölkerung oft weniger zahlreich als die nichtromanische Mehrheitsbevölkerung

Ob (Dako-)Rumänisch, Aromunisch, Istrorumänischen und Meglenorumänisch als Dialekte einer einzigen Sprache oder als vier eigenständige Sprachen zu betrachten sind, darüber werden in der romanischen Sprachwissenschaft unterschiedliche Auffassungen vertreten. In der älteren Romanistik wurden die vier aus dem Urrumänischen hervorgegangenen Varietäten aufgrund ihrer gemeinsamen Herkunft und sprachstrukturellen Ähnlichkeit als Dialekte einer einzigen rumänischen Sprache betrachtet. In Teilen der jüngeren Romanistik werden diese vier Sprachformen vor allem aufgrund ihrer seit langem bestehenden soziolinguistischen Eigenständigkeit als getrennte Sprachen klassifiziert.
Die Unterschiede zwischen dem Meglenorumänischen und dem in näherer Nachbarschaft gesprochenen Aromunischen lassen sich unter anderem auf die unterschiedlichen Geschichte der beiden Volksgruppen zurückführen. Während die Aromunen in ihrer Sprache griechische Einflüsse aufweisen, treten bei den Megleno-Rumänen eher slawische Elemente auf. Die Megleno-Rumänen sind in ihr heutiges Siedlungsgebiet vermutlich im 14. Jahrhundert aus der Walachei eingewandert. Ihre Sprache hat größere Gemeinsamkeiten mit dem Dakorumänischen.

## Verbreitung
Das Meglenorumänische wird heute von einigen tausend Menschen gesprochen, deren Siedlungsraum sich vor allem in Griechenland, aber auch in Nordmazedonien befindet. In den 1920er Jahren mussten einige hundert muslimische Meglenorumänen aus Notia in die Türkei auswandern. Weitere 2000–3000 Personen zogen nach Rumänien.